# Anna Lovisa Hjortsberg
Anna Lovisa Hjortsberg, född 1767, var en svensk balettdansös och skådespelare. 
Hon var äldre syster till skådespelaren Lars Hjortsberg.  Hon var balettelev vid Operan 1786-1791 och därefter engagerad som aktör vid Dramaten. Hon debuterade som Zenobie i tragedin Rhadamist och Zenobie i mars 1791, för vilken hon fick god kritik av Kellgren. Andra roller var titelrollen i Penelope och Idame i Gengis Chan. 
Hon lämnade Sverige då hon gifte sig med den ryske officeren Olivestam, och bosatte sig i Moskva. Under Moskvas brand 1812 sökte hon skydd i en utkyld kyrka, vilket förstörde hennes hälsa: hennes make stupade i strid mot Napoleon, och hon omhändertogs sedan av sin son, också officer. 